# Біловодське (Казахстан)
Білово́дське (каз. Беловодское) — село у складі Жаксинського району Акмолинської області Казахстану. Адміністративний центр Біловодського сільського округу.
Населення — 450 осіб (2021; 587 у 2009, 815 у 1999, 781 у 1989).
Національний склад станом на 1989 рік:
- німці — 29 %;
- росіяни — 27 %.